# Sauvagesia

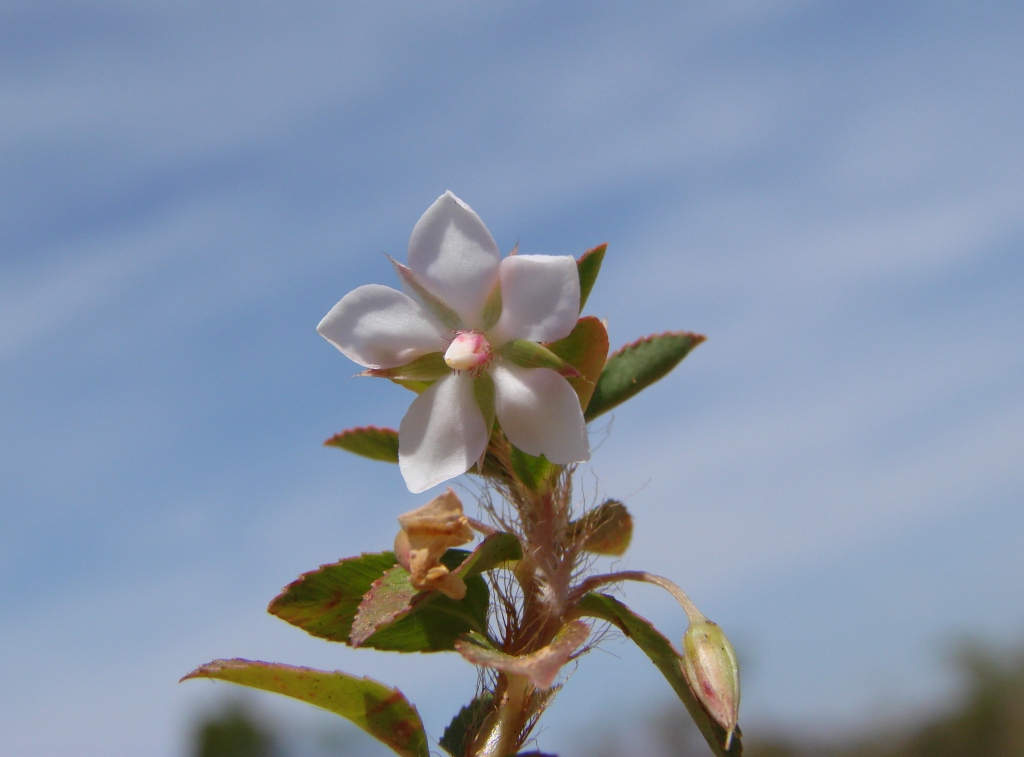
Flor de Sauvagesia erecta.

Sauvagesia L. é um género de plantas com flor pertencente à família Ochnaceae da ordem Malpighiales.
O nome do gênero foi dado em homenagem ao médico e botânico francês François Boissier de Sauvages de Lacroix (1706-1767), um dos primeiros correspondentes de Carl von Linné (1707-1778) na França.

## Espécies
O géneros Sauvagesia inclui as seguintes espécies:
- Sauvagesia brevipetala Gilli
- Sauvagesia erecta
- Sauvagesia africana
- Sauvagesia calophylla
- Lista completa

## Classificação do lineana do género
| Sistema | Classificação                      | Referência               |
| ------- | ---------------------------------- | ------------------------ |
| Linné   | Classe Pentandria, ordem Monogynia | Species plantarum (1753) |